# إيما كوبيرن
إيما كوبيرن (بالإنجليزية: Emma Coburn) هي عدائة المسافات المتوسطة أمريكية، ولدت في 19 أكتوبر 1990 في بولدر في الولايات المتحدة.

## وصلات خارجية
- إيما كوبيرن على موقع الاتحاد الدولي لألعاب القوى (الإنجليزية)
- إيما كوبيرن على موقع الاتحاد الأمريكي لسباقات المضمار والميدان (الإنجليزية)
- إيما كوبيرن على موقع الاتحاد الأمريكي لسباقات المضمار والميدان (الإنجليزية)
- إيما كوبيرن على موقع الدوري الماسي (الإنجليزية)
- إيما كوبيرن على موقع TFRRS.org (الإنجليزية)
- إيما كوبيرن على موقع اللجنة الأولمبية الدولية (الإنجليزية)
- إيما كوبيرن على موقع أوليمبيديا (الإنجليزية)
- إيما كوبيرن على موقع اللجنة الأولمبية والبارالمبية الأمريكية (الإنجليزية)